# Antoku
Keizer Antoku (安徳天皇, Antoku-tennō, 22 december 1178 - 25 april 1185) was de 81e keizer van Japan, volgens de traditionele opvolgvolgorde. Hij regeerde van 22 april 1180 tot 24 maart 1185.

## Genealogie
Voor Antoku’s troonsbestijging was zijn persoonlijke naam (imina) Tokohito-shinnō (言仁親王). Hij stond daarnaast ook bekend als Kotohito-shinnō.
Antoku was de zoon van keizer Takakura en Taira no Tokuko. Antoku kreeg zelf geen kinderen.

## Leven
Antoku werd ongeveer een maand na zijn geboorte tot kroonprins benoemd. Toen hij 1,5 jaar oud was werd hij reeds tot keizer gekroond. In praktijk had hij echter geen macht, zowel vanwege zijn jonge leeftijd als vanwege het feit dat zijn grootvader, voormalig keizer Go-Shirakawa, nog regeerde als Insei-keizer. In het jaar dat Antoku werd gekroond, verhuisde de keizerlijke hoofdstad naar het huidige Kobe. Deze verhuizing werd echter al snel weer ongedaan gemaakt.
Toen in 1183 Minamoto no Yoshinaka de keizerlijke stad binnenviel, vluchtte de Tairaclan weg met de jonge keizer. Minamoto no Yoshinaka zette met zijn leger de achtervolging in. In maart 1185 werd Antoku gedwongen tot aftreden, en vluchtte verder weg met de Tairaclan. Een maand later kwam het tot een veldslag tussen de Taira en de Minamoto. Deze strijd staat bekend als de Slag bij Dan-no-ura. De Taira verloren, waarna Antoku's grootmoeder, Taira no Tokiko, zichzelf en Antoku verdronk.
Het verhaal van Antoku en de Tairaclan werd later als inspiratie gebruikt voor het heldendicht Heike Monogatari. Volgens dit gedicht zou Taira no Takiko op het laatste moment uit het water zijn gevist en zo zijn gered, maar Antoku stierf wel.
* Regent Jingu staat niet op de traditionele lijst.